# Crusader Kings: Deus Vult
Crusader Kings: Deus Vult (CK:DV, в русской локализации — Крестоносцы. Именем Господа!) — дополнение для компьютерной игры Crusader Kings, выпущенное 4 октября 2007 года (через 3 года после выхода оригинала).

## Нововведения
Графика
- Произошли небольшие косметические изменения интерфейса: были переделаны иконки для слоёв населения провинции, экран отображения родственников, свиты и друзей.

Игровой процесс
- У игрока появились друзья, готовые прийти ему на помощь в трудную минуту, а также враги, не упускающие возможность отгрызть от вашего покачнувшегося в трудное время феодала кусок побольше.
- Изменения в процессе взросления персонажа — теперь нельзя заранее сказать насколько он будет одарён во взрослой жизни.
- События, более полно раскрывающие такие аспекты жизни вашей династии как взросление ребёнка, общая ситуация во владениях, и т. д.
- Параметр «стабильность», пришедший из других игр компании Paradox Interactive.

## Баги
- Игра вылетает при отправлении ребёнка, имеющего титул, на воспитание к другому двору. Ошибка исправлена в бета-патче 2.1 от 15 октября 2008 года[1].
- При смерти ребёнка его портрет меняется на портрет взрослого персонажа при достижении мёртвым ребёнком совершеннолетия.